# The Universal Boy
The Universal Boy è un cortometraggio muto del 1914 diretto da Frank Hall Crane.

## Produzione
Il film fu prodotto dall'Independent Moving Pictures Co. of America (IMP).

## Distribuzione
Distribuito dall'Universal Film Manufacturing Company, il film uscì nelle sale cinematografiche statunitensi il 16 luglio 1914. Era il primo film della serie “The Universal Boy”; la pellicola è presumibilmente perduta.